# Teorema del cortador perezoso

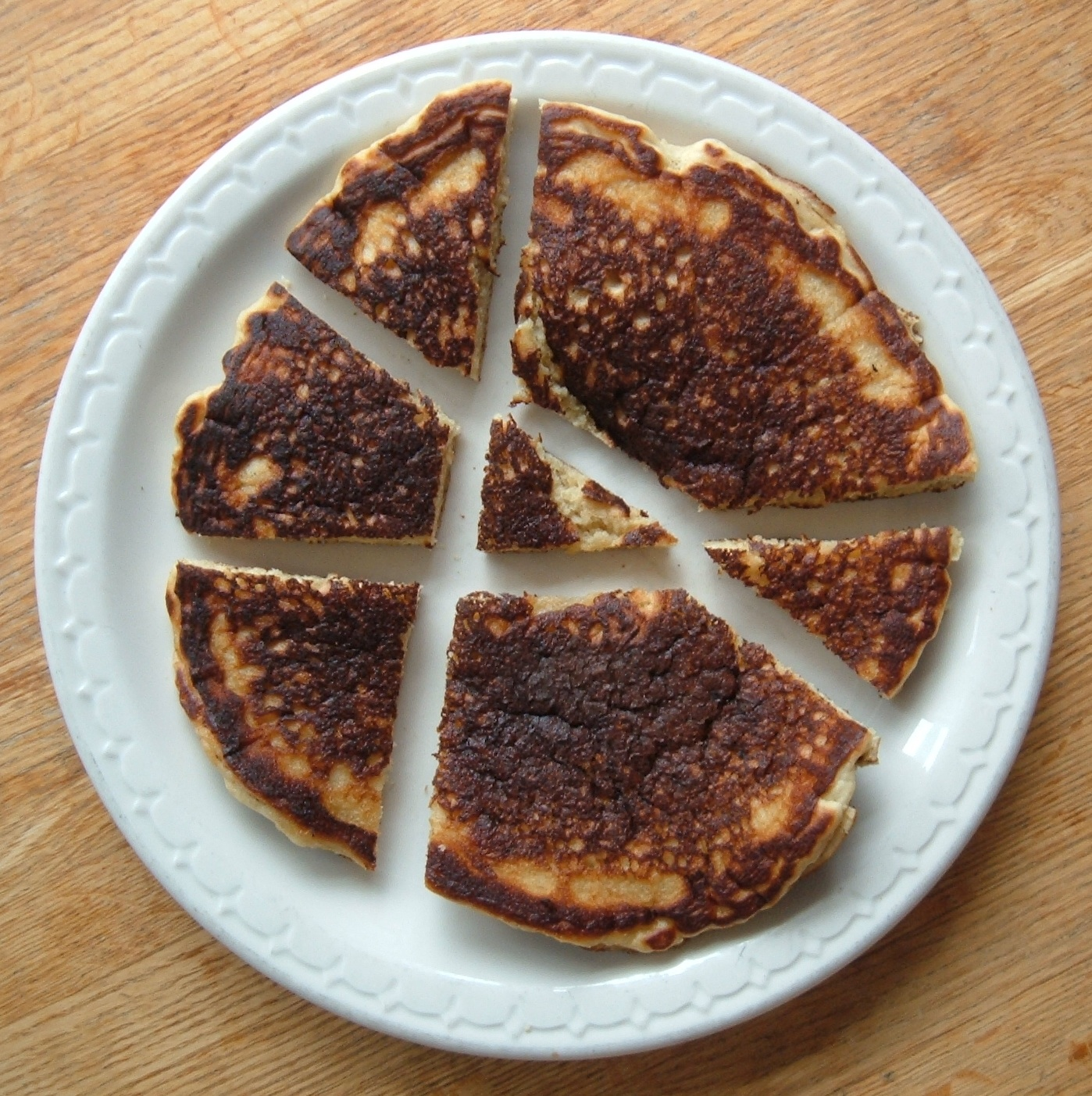
Tortita cortada en siete pedazos con tres cortes rectos.

El teorema del cortador perezoso, más formalmente conocido como el teorema de los números poligonales centrales, describe la cantidad máxima de piezas de un círculo (generalmente se usa una tortita o una pizza para describir el problema) que puede lograrse con un número dado de cortes rectos. Por ejemplo, tres cortes en una tortita producirán seis piezas si todos los cortes se juntan en un punto común dentro del círculo, pero hasta siete si no lo hacen. Este problema se puede formalizar matemáticamente como uno de contar las celdas en una disposición de rectas; para generalizaciones a dimensiones superiores, véase disposición de hiperplanos.
El análogo de esta secuencia en tres dimensiones es el número del pastel.

## Fórmula y secuencia
El máximo número de piezas p que se pueden crear con un número dado de cortes n, donde n ≥ 0, viene dado por la fórmula
{\displaystyle p={\frac {n^{2}+n+2}{2}}.}
Usando coeficientes binomiales, la fórmula se puede expresar como
{\displaystyle p=1+{\tbinom {n+1}{2}}={\tbinom {n}{0}}+{\tbinom {n}{1}}+{\tbinom {n}{2}}.}
Esta sucesión matemática (sucesión A000124 en OEIS), comenzando con {\displaystyle n=0}, da como resultado
1, 2, 4, 7, 11, 16, 22, 29, 37, 46, 56, 67, 79, 92, 106, 121, 137, 154, 172, 191, 211, ...
Cada número es igual a 1 más un número triangular.

## Prueba

La cantidad máxima de piezas por cortes consecutivos son los números de la Secuencia del Cortador Perezoso.

Cuando un círculo se corta n veces para producir el máximo número posible de piezas, representado como p = ƒ(n),  debe considerarse el corte n-ésimo; el número de piezas antes del último corte es ƒ(n − 1), mientras que el número de piezas añadidas por el último corte es n.
Para obtener la cantidad máxima de piezas, la recta de corte n-ésima debe cruzar todas las rectas de corte anteriores dentro del círculo, pero no cruzar ninguna intersección de las rectas de corte anteriores. Por lo tanto, la n-ésima recta en sí se corta en con las otras rectas en n−1 lugares, y en n segmentos de recta. Cada segmento divide una parte de la tortita (n − 1) en 2 partes, y agrega exactamente n al número de piezas. La nueva recta no puede tener más segmentos. ya que solo puede cruzar cada recta anterior una vez. Una recta de corte siempre puede cruzar todas las rectas de corte anteriores, ya que al girar la cuchilla en un ángulo pequeño alrededor de un punto que no es una intersección existente, si el ángulo es lo suficientemente pequeño, se cruzan todas las rectas anteriores, incluida la última añadida.
Por lo tanto, la cantidad total de rectas después de n cortes es
{\displaystyle f(n)=n+f(n-1).}
Esta relación de recurrencia puede ser resuelta. Si ƒ (n − 1) se expande un término, la relación se vuelve
{\displaystyle f(n)=n+(n-1)+f(n-2).}
La expansión del término ƒ (n − 2) puede continuar hasta que el último término se reduzca a ƒ(0), por lo tanto,
{\displaystyle f(n)=n+(n-1)+(n-2)+\cdots +1+f(0).}
A partir de {\displaystyle f(0)=1}, porque hay una pieza antes de que se realicen los cortes, esto se puede volver a escribir como
{\displaystyle f(n)=1+(1+2+3+\cdots +n).}
La expresión se puede simplificar, usando la fórmula para la suma de una progresión aritmética:
{\displaystyle f(n)=1+{\frac {n(n+1)}{2}}={\frac {n^{2}+n+2}{2}}.}